# 廖家湾站
廖家湾站是一个阜淮线上的铁路车站，位于安徽省淮南市田家庵区廖家湾，建于1979年，目前为四等站，邮政编码为232038。目前客运：办理旅客乘降；行李、包裹托运；不办理货运营业。